# Два вікових дуби (Старий Яр)
Два вікови́х дуби́ — ботанічна пам'ятка природи місцевого значення в Україні. Розташована в межах Яворівського району Львівської області, в селі Старий Яр (на території церкви Покрови Пресвятої Богородиці). 
Площа 0,05 га. Статус надано згідно з рішенням Львівської облради від 9.10.1984 року № 495. Перебуває у віданні Залузької сільської ради.
Статус надано з метою збереження двох екземплярів вікових дубів.

## Галерея

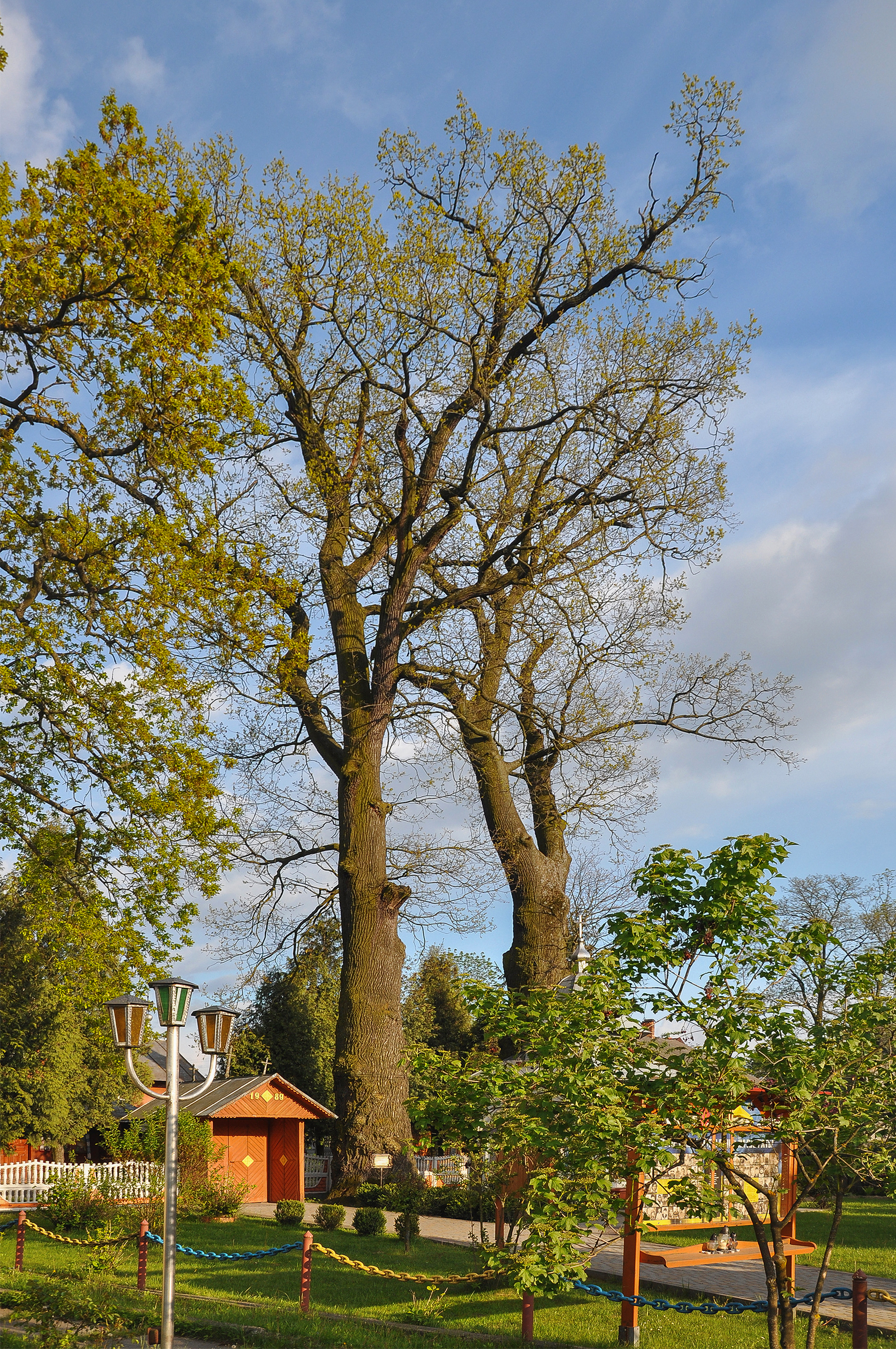
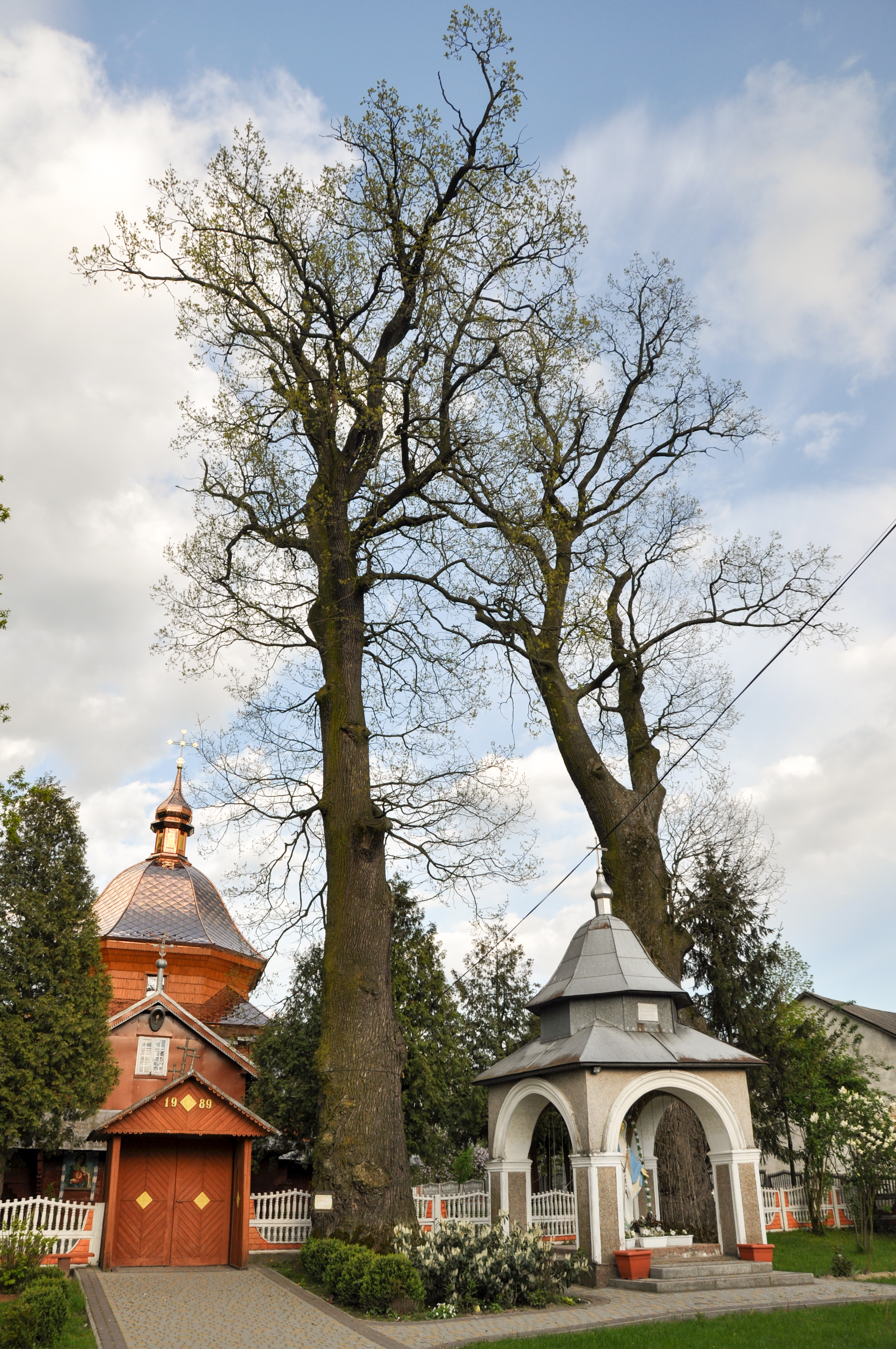